# Bathurst
Bathurst este un oraș în partea de sud a Africii de Sud, în Provincia Eastern Cape.